# Nesogobius
Nesogobius là một chi cá trong Họ Cá bống trắng (Gobiidae) thuộc Bộ Cá bống (Gobiiformes).

## Các loài
Chi này hiện hành có các loài sau đây được ghi nhận:
- Nesogobius greeni Hoese & Larson, 2006
- Nesogobius hinsbyi (McCulloch & J. D. Ogilby, 1919) (Tasmanian orange-spotted sand-goby)
- Nesogobius maccullochi Hoese & Larson, 2006
- Nesogobius pulchellus (Castelnau, 1872)